# Mayo Lopé
Mayo Lopé est un village du Cameroun situé dans le département de la Bénoué et la région du Nord. Il fait partie de la commune de Bibemi.

## Population
Lors du recensement de 2005, la localité comptait 2597 habitants.